# Liste des wilayas déléguées d'Algérie
Depuis mars 2025,  l'Algérie comporte 40 collectivités publiques territoriales appelées "circonscriptions administratives " ou wilayas déléguées, elles-mêmes subdivisées en daïras.

## Liste des wilayas déléguées d'Algérie
| Wilaya      | Wilaya déléguée       | Daïra                 | Communes ou périmètre                                                                      |
| ----------- | --------------------- | --------------------- | ------------------------------------------------------------------------------------------ |
| Laghouat    | Aflou                 | Aflou                 | Aflou, Sebgag, Sidi Bouzid                                                                 |
| Batna       | Barika                | Barika                | Barika, M'doukel, Bitam                                                                    |
| Biskra      | El Kantara,           | El Kantara            | El Kantara, Ain Zaatout                                                                    |
| Biskra      | El Kantara,           | Djemorah              | Djemorah, Branis                                                                           |
| Biskra      | El Kantara,           | El Outaya             | El Outaya                                                                                  |
| Blida       | Bouinan               |                       | Périmètre de la ville nouvelle de Bouinan et la commune de Bouinan                         |
| Tebessa     | Bir el-Ater           | Bir el-Ater           | Bir el-Ater, Ogla Melha                                                                    |
| Tlemcen     | Maghnia               | Maghnia               | Hammam Boughrara, Maghnia.                                                                 |
| Tlemcen     | Sebdou                | Sebdou                | Sebdou                                                                                     |
| Tlemcen     | Sebdou                | Beni Snous            | Beni Snous , Beni Bahdel, Azzail                                                           |
| Tlemcen     | Sebdou                | Aïn Tallout           | Aïn Tallout, Aïn Nehala                                                                    |
| Tlemcen     | El Aricha,            | El Aricha             | El Aricha , El Gor                                                                         |
| Tlemcen     | El Aricha,            | Sidi Djillali         | Sidi Djillali, El Bouihi                                                                   |
| Tiaret      | Ksar Chellala         | Ksar Chellala         | Ksar Chellala, Serghine, Zmalet El Emir Abdelkader                                         |
| Tiaret      | Ksar Chellala         | Hamadia               | Bougara, Hamadia, Rechaiga                                                                 |
| Alger       | Sidi Abdellah         |                       | Périmètre de la ville nouvelle de Sidi Abdellah                                            |
| Alger       | Zéralda               | Zéralda               | Mahelma, Rahmania, Souidania, Staoueli, Zéralda                                            |
| Alger       | Chéraga               | Chéraga               | Aïn Benian, Cheraga, Dely Ibrahim, Ouled Fayet, El Hammamet                                |
| Alger       | Draria                | Draria                | Baba Hassen, Douera, Draria, El Achour, Khraïssia                                          |
| Alger       | Bir Mourad Raïs       | Bir Mourad Raïs       | Bir Mourad Raïs, Birkhadem, Djasr Kasentina,Hydra, Saoula                                  |
| Alger       | Birtouta              | Birtouta              | Birtouta, Ouled Chebel, Tessala El Merdja                                                  |
| Alger       | Bouzareah             | Bouzareah             | Ben Aknoun, Beni Messous, Bouzareah, El Biar                                               |
| Alger       | Bab El Oued           | Bab El Oued           | Bab El Oued, Casbah, Bologhine, Oued Koriche, Raïs Hamidou                                 |
| Alger       | Sidi M'Hamed          | Sidi M'Hamed          | Alger-Centre, El Mouradia, El Madania, Sidi M'hamed                                        |
| Alger       | Hussein Dey           | Hussein Dey           | El Magharia, Belouizdad, Hussein Dey, Kouba                                                |
| Alger       | El Harrach            | El Harrach            | Bachdjerrah, Bourouba, El Harrach, Oued Smar                                               |
| Alger       | Baraki                | Baraki                | Baraki, Les Eucalyptus, Sidi Moussa                                                        |
| Alger       | Dar El Beïda          | Dar El Beïda          | Aïn Taya, Bab Ezzouar, Bordj El Bahri, Bordj El Kiffan, Dar El Beïda, El Marsa, Mohammadia |
| Alger       | Rouiba                | Rouiba                | Rouiba, Reghaia, Harraoua                                                                  |
| Djelfa      | Messaad               | Messaad               | Messaad, Deldoul, Selmana, Sed Rahal, Guettara                                             |
| Djelfa      | Aïn Oussera           | Aïn Oussara           | Aïn Oussara, Guernini                                                                      |
| Annaba      | Draâ Errich           |                       | Périmètre de la ville nouvelle de Draâ Errich et la commune d’Oued El Aneb                 |
| Constantine | El Khroub             | El Khroub             | El Khroub, Ouled Rahmoune                                                                  |
| Constantine | El Khroub             | Aïn Abid              | Aïn Abid, Ibn Badis                                                                        |
| Constantine | Zighoud Youcef        | Zighoud Youcef        | Zighoud Youcef, Beni Hamiden                                                               |
| Constantine | Hamma Bouziane        | Hamma Bouziane        | Hamma Bouziane, Didouche Mourad                                                            |
| Constantine | Hamma Bouziane        | Ibn Ziad              | Ibn Ziad, Messaoud Boudjeriou                                                              |
| Constantine | Constantine ville     | Constantine           | Constantine                                                                                |
| Constantine | Ali Mendjeli          | Aïn Smara             | Périmètre de la ville nouvelle Ali Mendejli et la commune de Ain Smara                     |
| Médéa       | Ksar El Boukhari      | Ksar El Boukhari      | Ksar El Boukhari, Meftaha et Saneg                                                         |
| Oran        | Ain Turk              | Aïn El Turk           | Aïn El Turk, Mers El Kébir, Bousfer, El Ançor                                              |
| Oran        | Ain Turk              | Boutlélis             | Boutlélis, Aïn El Kerma                                                                    |
| Oran        | Arzew                 | Arzew                 | Arzew, Sidi Benyebka                                                                       |
| Oran        | Arzew                 | Gdyel                 | Gdyel, Ben Freha, Hassi Mefsoukh                                                           |
| Oran        | Arzew                 | Béthioua              | Béthioua, Aïn El Bia, Marsat El Hadjadj                                                    |
| Oran        | Bir El Djir           | Bir El Djir           | Bir El Djir, Hassi Bounif, Hassi Ben Okba                                                  |
| Oran        | Es Senia              | Es Senia              | Es Senia, El Kerma, Sidi Chahmi, Misserghin                                                |
| Oran        | Oued Tlélat           | Oued Tlelat           | Oued Tlelat, Tafraoui, El Braya, Boufatis                                                  |
| Oran        | Oran ville            | Oran                  | Oran                                                                                       |
| El Bayadh   | El Abiodh Sidi Cheikh | El Abiodh Sidi Cheikh | El Abiodh Sidi Cheikh                                                                      |
| M'Sila      | Bou Saâda             | Bou Saâda             | Bou Saâda, El Hamel, Oultem                                                                |

(*) : Les sources disponibles sont dans la section "historique"
(**) L'existence de certaines  wilayas déléguées peut être confirmée par l'existence des walis délégués correspondants.

## Historique

### Créations en 2015
La loi no 15-140 du 27 mai 2015, « portant création de circonscriptions administratives dans certaines wilayas et fixant les règles particulières qui leur sont liées », définit dix wilayas déléguées ainsi que la liste des communes qui sont rattachées à chacune d'entre elles.
| Wilaya       | Wilaya déléguée créée | Daïra               | Communes ou périmètre                         |
| ------------ | --------------------- | ------------------- | --------------------------------------------- |
| Adrar        | Timimoun              | Timimoun            | Timimoun, Ouled Saïd                          |
| Adrar        | Timimoun              | Aougrout            | Aougrout, Deldoul, Metarfa                    |
| Adrar        | Timimoun              | Tinerkouk           | Tinerkouk, Ksar Kaddour                       |
| Adrar        | Timimoun              | Charouine           | Charouine, Talmine, Ouled Aïssa               |
| Adrar        | Bordj Badji Mokhtar   | Bordj Badji Mokhtar | Bordj Badji Mokhtar, Timiaouine               |
| Biskra       | Ouled Djellal         | Sidi Khaled         | Sidi Khaled, Ras El Miaad, Besbes             |
| Biskra       | Ouled Djellal         | Ouled Djellal       | Ouled Djellal, Chaïba, Doucen                 |
| Béchar       | Béni Abbès            | Béni Abbès          | Béni Abbès, Tamtert                           |
| Béchar       | Béni Abbès            | Kerzaz              | Kerzaz, Timoudi, Béni Ikhlef                  |
| Béchar       | Béni Abbès            | El Ouata            | El Ouata                                      |
| Béchar       | Béni Abbès            | Tabelbala           | Tabelbala                                     |
| Béchar       | Béni Abbès            | Ouled Khodeir       | Ouled Khodeir, Ksabi                          |
| Béchar       | Béni Abbès            | Igli                | Igli                                          |
| Tamenghasset | In Salah              | In Salah            | In Salah, Foggaret Ezzouaoua                  |
| Tamenghasset | In Salah              | In Ghar             | In Ghar                                       |
| Tamenghasset | In Guezzam            | In Guezzam          | In Guezzam                                    |
| Tamenghasset | In Guezzam            | Tin Zaouatine       | Tin Zaouatine                                 |
| Ouargla      | Touggourt             | Touggourt           | Touggourt, Nezla, Tabesbest, Zaouia El Abidia |
| Ouargla      | Touggourt             | Temacine            | Temacine, Blidate Ameur                       |
| Ouargla      | Touggourt             | Megarine            | Megarine, Sidi Slimane                        |
| Ouargla      | Touggourt             | Taibet              | Taibet, M'Naguer, Bennaceur                   |
| Illizi       | Djanet                | Djanet              | Djanet, Bordj El Houasse                      |
| El Oued      | El Meghaier           | El Meghaier         | El Meghaier, Sidi Khelil, Oum Touyour, Still  |
| El Oued      | El Meghaier           | Djamaa              | Djamaa, Sidi Amrane, Tinedla, M'Rara          |
| Ghardaïa     | El Meniaa             | El Meniaa           | El Meniaa, Hassi Gara                         |
| Ghardaïa     | El Meniaa             | Mansourah           | Mansourah, Hassi El Fehal                     |

### Créations en 2018
Le décret présidentiel n° 18-337 du 25 décembre 2018 « portant création de circonscriptions administratives dans les grandes villes et dans certaines villes nouvelles » définit quatorze wilayas déléguées ainsi que la liste des communes qui sont rattachées à chacune d'entre elles.  
| Wilaya      | Wilaya déléguée créée | Daïra          | Communes ou périmètre                                                      |
| ----------- | --------------------- | -------------- | -------------------------------------------------------------------------- |
| Blida       | Bouinan               |                | Périmètre de la ville nouvelle de Bouinan et la commune de Bouinan         |
| Alger       | Sidi Abdellah         |                | Périmètre de la ville nouvelle de Sidi Abdellah                            |
| Annaba      | Draâ Errich           |                | Périmètre de la ville nouvelle de Draâ Errich et la commune d’Oued El Aneb |
| Constantine | El Khroub             | El Khroub      | El Khroub, Ouled Rahmoune                                                  |
| Constantine | El Khroub             | Aïn Abid       | Aïn Abid, Ibn Badis                                                        |
| Constantine | Zighoud Youcef        | Zighoud Youcef | Zighoud Youcef, Beni Hamiden                                               |
| Constantine | Hamma Bouziane        | Hamma Bouziane | Hamma Bouziane, Didouche Mourad                                            |
| Constantine | Hamma Bouziane        | Ibn Ziad       | Ibn Ziad, Messaoud Boudjeriou                                              |
| Constantine | Constantine ville     | Constantine    | Constantine                                                                |
| Constantine | Ali Mendjeli          | Aïn Smara      | Périmètre de la ville nouvelle Ali Mendejli et la commune de Ain Smara     |
| Oran        | Ain Turk              | Aïn El Turk    | Aïn El Turk, Mers El Kébir, Bousfer, El Ançor                              |
| Oran        | Ain Turk              | Boutlélis      | Boutlélis, Aïn El Kerma                                                    |
| Oran        | Arzew                 | Arzew          | Arzew, Sidi Benyebka                                                       |
| Oran        | Arzew                 | Gdyel          | Gdyel, Ben Freha, Hassi Mefsoukh                                           |
| Oran        | Arzew                 | Béthioua       | Béthioua, Aïn El Bia, [Marsat El Hadjadj]                                  |
| Oran        | Bir El Djir           | Bir El Djir    | Bir El Djir, Hassi Bounif, Hassi Ben Okba                                  |
| Oran        | Es Senia              | Es Senia       | Es Senia, El Kerma, Sidi Chahmi, Misserghin                                |
| Oran        | Oued Tlélat           | Oued Tlelat    | Oued Tlelat, Tafraoui, El Braya, Boufatis                                  |
| Oran        | Oran ville            | Oran           | Oran                                                                       |

### Modifications de 2019

#### Nouvelles willayas délégués prévues en 2019
Le 26 novembre 2019, le gouvernement a annoncé que les wilayas déléguées du Sahara créées en 2015 vont être transformées en wilayas à part entière et 44 nouvelles wilayas déléguées vont être créées principalement dans les Hauts Plateaux, :
| - Aflou (wilaya de Laghouat) ; - Aïn Beida et Aïn M'lila (wilaya d'Oum El-Bouaghi) ; - Barika, Arris et Merouana (wilaya de Batna) - Sour El Ghozlane et Aïn Bessem (Wilaya de Bouira) ; - Bir el-Ater, Cheria et Ouenza (Wilaya de Tébessa) ; - Maghnia et Sebdou (Wilaya de Tlemcen) | - Frenda et Ksar Chellala (Wilaya de Tiaret) ; - Messaad et Aïn Oussara (Wilaya de Djelfa) ; - El Eulma, Bougaa et Aïn Oulmane (Wilaya de Sétif) ; - Telagh, Sfisef, Ben Badis et Ras El Ma (Wilaya de Sidi Bel Abbes) ; - Ksar el Boukhari, Berrouaghia, Béni Slimane et Tablat (Wilaya de Médéa) ; - Bou Saâda, Magra et Sidi Aïssa (Wilaya de M'Sila) | - El Abiodh Sidi Cheikh (Wilaya d'El Bayadh) - Ras El Oued (Bordj Bou Arreridj) ; - Chechar, Kaïs et Ouled Rechache (Wilaya de Khenchela) - Sedrata et Taoura (Wilaya de Souk Ahras) ; - Ferdjioua, Chelghoum Laïd et Tadjenanet (Wilaya de Mila) - Mechria et Aïn Sefra (Wilaya de Naâma). |

#### Wilayas déléguées converties en wilayas en 2019
Le tableau suivant donne la liste des wilayas déléguées créées en 2015, devenues wilayas à part entière en 2019,, en précisant pour chaque wilaya déléguée, son code numérique, son nom (qui est toujours le nom de la ville chef-lieu de la wilaya), le nombre de daïras (qui est la subdivision administrative de la wilaya), le nombre de communes, sa superficie, ainsi que sa population.
| Code | Wilaya déléguée en 2015 devenue wilaya en 2019 | Nombre de daïras | Nombre de communes | Superficie km2 | Population (2008) | Densité (hab./km²) (2008) | Wilaya référente en 2015 |
| ---- | ---------------------------------------------- | ---------------- | ------------------ | -------------- | ----------------- | ------------------------- | ------------------------ |
| 01   | Wilaya déléguée de Timimoun                    | 4                | 10                 | +065 203,      | +0122 019,        | 1,87                      | Wilaya d'Adrar           |
| 02   | Wilaya déléguée de Bordj Badji Mokhtar         | 1                | 2                  | +120 026,      | +0016 437,        | 0,13                      | Wilaya d'Adrar           |
| 03   | Wilaya déléguée de Ouled Djellal               | 2                | 6                  | +011 410,      | +0174 219,        | 15,26                     | Wilaya de Biskra         |
| 04   | Wilaya déléguée de Béni Abbès                  | 6                | 10                 | +101 350,      | +0050 163,        | 0,49                      | Wilaya de Béchar         |
| 05   | Wilaya déléguée d'In Salah                     | 2                | 3                  | +131 220,      | +0050 392,        | 0,38                      | Wilaya de Tamanrasset    |
| 06   | Wilaya déléguée d'In Guezzam                   | 2                | 2                  | +088 126,      | +0011 202,        | 0,12                      | Wilaya de Tamanrasset    |
| 07   | Wilaya déléguée de Touggourt                   | 4                | 11                 | +017 428,      | +0247 221,        | 14,18                     | Wilaya de Ouargla        |
| 08   | Wilaya déléguée de Djanet                      | 1                | 2                  | +086 185,      | +0017 618,        | 0,2                       | Wilaya d'Illizi          |
| 09   | Wilaya déléguée d'El M'Ghair                   | 2                | 8                  | +008 835,      | +0162 267,        | 18,36                     | Wilaya d'El Oued         |
| 10   | Wilaya déléguée d'El Meniaa                    | 2                | 4                  | +062 215,      | +0057 276,        | 0,92                      | Wilaya de Ghardaïa       |
|      | Total                                          | 26               | 58                 | +691 998,      | +0908 814,        | 1,31                      |                          |

#### Nouvelles willayas déléguées créées en 2024
Début 2024, sept daïras ont été promues en wilayas déléguées :
- Aflou (wilaya de Laghouat) ;
- Barika (wilaya de Batna) ;
- Ksar Chellala (Wilaya de Tiaret) ;
- Messaad et Aïn Oussara (Wilaya de Djelfa) ;
- El Abiodh Sidi Cheikh (Wilaya d'El Bayadh) ;
- Bou Saâda (Wilaya de M'Sila)

Fin 2024, trois daïras et une commune sont élevées au rang de wilayas déléguées : les daïras d'El Kantara (wilaya de Biskra), de Ksar El Boukhari (wilaya de Médéa), de Bir el-Ater (wilaya de Tébessa) et de la commune d’El Aricha (wilaya de Tlemcen).